# Varam
Varam es una ciudad censal situada en el distrito de Kannur en el estado de Kerala (India). Su población es de 17008 habitantes (2011). Se encuentra a 3 km de Kannur y a 93 km de Kozhikode.

## Demografía
Según el censo de 2011 la población de Varam era de 17008 habitantes, de los cuales 7661 eran hombres y 9347 eran mujeres. Varam tiene una tasa media de alfabetización del 94,45%, superior a la media estatal del 94%: la alfabetización masculina es del 97,02%, y la alfabetización femenina del 92,42%.